# فرودگاه سلکیرک
فرودگاه سلکیرک (به انگلیسی: Selkirk Airport) یک فرودگاه خصوصی است که یک باند فرود شن دارد و طول باند آن ۹۱۴ متر است. این فرودگاه در کشور کانادا قرار دارد و در ارتفاع ۲۲۸ متری از سطح دریا واقع شده است.